# Острог (град)
Острог е град в Ровненска област на територията на Украйна. До 2020 г. е административен център на закрития Острожки пайон.

## География
Градът се простира на площ от 10,9 км². Намира се на 14 км от ж.п. гара Острог, на 55 км от град Ровно и на 329 км от Киев. В близост се намира река Вилия.

## Забележителности
В града се намира Националният университет „Острогска академия“, както и Краеведският музей, Държавния исторически и културен резерват, руините на замък „Богоявленската църква“ и фрагменти от градски укрепления. Недалеч от замъка има обществена градина, където през 1978 г. е издигната малка стела, посветена на 400-годишнината на Острожката академия. Именно в академията са публикувани известните издания на Иван Федоров – „Азбука“, Острожката библия, а Синагогата Острог, построена през 15 век, е една от най-старите в Източна Европа.
- Входът на православен катедрален комплекс
- Богоявленска катедрала
- Татарска кула
- Кръгла кула
- Църква в манастира Межирич.